# Ylivieska ekonomiska region
 Ylivieska ekonomiska region (finska:  Ylivieskan seutukunta) är en av ekonomiska regionerna i landskapet Norra Österbotten i Finland. Folkmängden i regionen uppgick den 1 januari 2013 till 44 183 invånare, regionens totala areal utgjordes av 4 848 kvadratkilometer och därav utgjordes landytan av 3 347,02  kvadratkilometer.  I Finlands NUTS-indelning representerar regionen nivån LAU 1 (f.d. NUTS 4), och dess nationella kod är 177 .  

## Förteckning över kommuner
Ylivieska ekonomiska region  omfattar följande sex kommuner: 
- Alavieska kommun
- Kalajoki stad
- Merijärvi kommun
- Oulais stad
- Sievi kommun
- Ylivieska stad

Samtliga kommuners språkliga status är enspråkigt finska. 